# Tallinna saksa teater

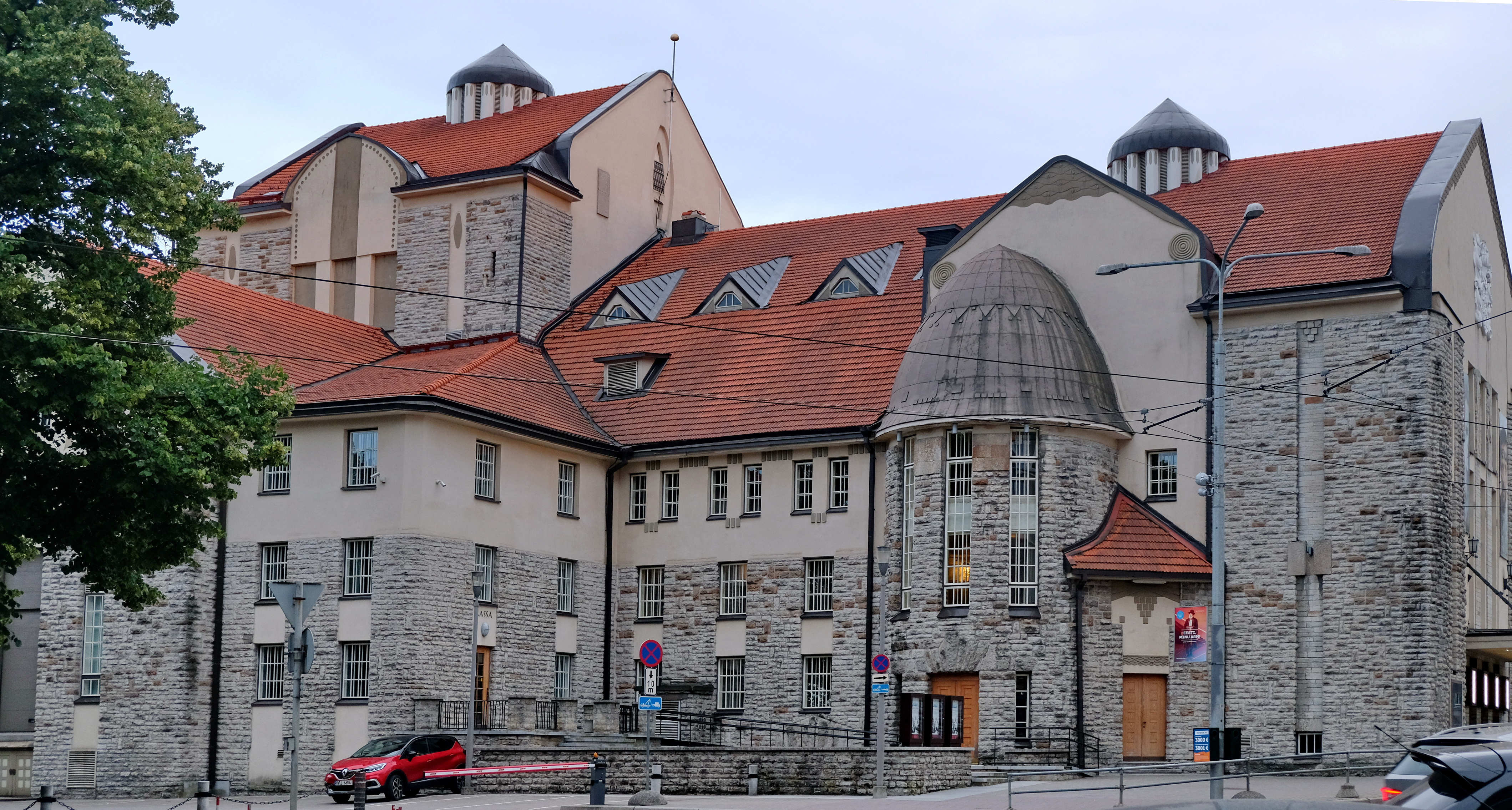
Teaterbyggnaden från 1910

Tallinna saksa teater (tyska: Revaler Deutsches Theater) var en historisk teater i Reval, nuvarande Tallinn, i Estland, aktiv mellan 1795 och 1939. Den var den andra teatern i Reval och Estland efter sin föregångare Revaler Liebhaber Theater (1784-1792). Initialt användes teatern av stadens tyskspråkiga amatörteatersällskap och blev 1809 Estlands första professionella teater. Teatern omlokaliserades till Polen 1939.[källa behövs]
Byggnaden från 1910 vid Pärnuvägen används idag av Estlands dramatiska teater.